# One Piece-kapitler (389–594)
One Piece er en japansk mangaserie skrevet og illustreret af Eiichiro Oda, som er blevet oversat til adskillelige sprog og har resulteret i en større mediefranchise, hvilket inkluderer en animeret adaptering, såvel som en live action-udgave, spillefilm, videospil, musik og merchandise. I serien følger man Monkey D. Luffy, hvis krop har fået gummiegenskaber efter at han ved et uheld spiste en overnaturlig frugt, som rejser på havene i søgen efter skatten One Piece, og for at finde denne samler han et mandskab, som går under navnet Stråhattene.
I Japan er serien udgivet af Shueisha. Individuelle kapitler er blevet udgivet på regelmæssig basis i magasinet Weekly Shonen Jump siden den 22. juli 1997 og nogle tankōbon-bind siden 24. december 1997. Serien er på over 1128 kapitler, og består pr.  juli 2024 af 109 tankōbon-bind, hvilket gør One Piece til den 21. længste mangaserie baseret på antal bind.

## Bind
| 1. "" (応答 "Ōtō") 2. "" (応戦 "Ōsen") 3. "" (悪魔と呼ばれた少女 "Akuma to Yobareta Shōjo") 4. "" (デレシ) 5. "" (オルビア "Orubia") 6. "" (オハラの悪魔達 "Ohara no Akumatachi") | 1. "" (オハラVS世界政府 "Ohara VS Sekai Seifu") 2. "" (サウロ "Sauro") 3. "" (未来へ届くように "Mirai e Todoku Yō ni") 4. "" (宣戦布告 "Sensen Fukoku") 5. "" (滝に向かって飛べ!! "Taki ni Mukatte Tobe!!") |

| 1. "" (解放の鍵 "Kaihō no Kagi") 2. "" (海賊 VS CP9 "Kaizoku VS CP9") 3. "" (2番の手錠 "Niban no Tejō") 4. "" (Mr.騎士道 "Mr. Kishidō") 5. "" (フランキーVSフクロウ "Furankī vs Fukurō") | 1. "" (パワー "Pawā") 2. "" (生命帰還 "Seimei Kikan") 3. "" (モンスター "Monsutā") 4. "" (怪物VSクマドリ "Monsutā vs Kumadori") 5. "" (凶報緊急大放送 "Kyōhō Kinkyū Daihōsō") |

| 1. "" (ナミ巨大化 "Nami Kyodaika") 2. "" (ナミVSカリファ "Nami VS Karifa") 3. "" (好機は終わった "Chansu wa Owatta") 4. "" (狩人 "Kariudo") 5. "" (サンジVSジャブラ "Sanji VS Jabura") | 1. "" (ヒートアップ "Hīto Appu") 2. "" (ゾロVSカク "Zoro VS Kaku") 3. "" (阿修羅 "Ashura") 4. "" (ルフィVSロブ・ルッチ "Rufi VS Robu Rutchi") 5. "" (英雄伝説 "Eiyū Densetsu") |

| 1. "" (バスターコール "Basutā Kōru") 2. "" (ギア３ "Gia Sādo") 3. "" (ロブ・ルッチ "Robu Rutchi") 4. "" (人魚伝説 "Ningyo Densetsu") 5. "" (脱出船 "Dasshutsu Sen") 6. "" (死闘の橋 "Shitō no Hashi") | 1. "" (風待ちの船 "Kazamachi no Fune") 2. "" (ここが地獄じゃあるめェし "Koko ga Jigoku ja arumē shi") 3. "" (帰ろう "Kaerou") 4. "" (完敗 "Kanpai") 5. "" (降りそそぐ追想の淡雪 "Furisosogu Tsuisō no Awayuki") |

| 1. "" (愛の拳 "Ai no Kobushi") 2. "" (びっくり箱 "Bikkuri Bako") 3. "" (その海の名は "Sono Umi no Na wa") 4. "" (白髭と赤髪 "Shirohige to Akagami") 5. "" (心中お察しする "Shinchū Osasshisuru") | 1. "" ("Pants from Frankyhouse") 2. "" (裸百貫 "Hadaka Hyaku Kan") 3. "" (プライド "Puraido") 4. "" (３人目と７人目 "Sanninme to Nananinme") 5. "" (火拳VS黒ひげ "Hiken VS Kurohige") |

| 1. "" (バナロ島の決闘 "Banaro-Tō no Kettō") 2. "" (魔の海の冒険 "Ma no Umi no Bōken") 3. "" (スリラーバーク "Surirābāku") 4. "" (ゴースト島の冒険 "Gōsuto Airando no Bōken") 5. "" ("The Zombie") | 1. "" (ドクトル・ホグバック "Dokutoru Hogubakku") 2. "" (びっくりゾンビ "Bikkuri Zonbi") 3. "" (モリア "Moria") 4. "" (スリラーバークの四怪人 "Surirābāku no Yonkaijin") |

| 1. "" (将軍ゾンビnight "Jeneraru Zonbi night") 2. "" (ペローナの不思議の庭 "Perōna no Wandā Gāden") 3. "" (風のジゴロウ "Kaze no Jigorō") 4. "" (くもり時々ホネ "Kumori Tokidoki Hone") 5. "" (ハナウタ "Hanauta") 6. "" (王下七武海ゲッコー・モリア "Ōka Shichibukai Gekkō Moria") | 1. "" (氷の国から来た魔人 "Kōri no Kuni kara Kita Majin") 2. "" (肉〜〜!!! "Niku~~!!!") 3. "" (アフロだけは "Afuro dake wa") 4. "" (死んでごめんじゃないでしょうに "Shin de Gomen ja nai Deshō ni") |

| 1. "" (夜明け前に取り返せ!! "Yoake Mae ni Torikaese!!") 2. "" (ゴーストバスター "Gōsuto Basutā") 3. "" (オーズの冒険 "Ōzu no Bōken") 4. "" (海賊サンジVS怪人アブサロム "Kaizoku Sanji VS Kaijin Abusaromu") 5. "" (サンジの夢 "Sanji no Yume") 6. "" (海賊ウソップVS怪人ペローナ "Kaizoku Usoppu VS Purinsesu Perōna") | 1. "" (決着 "Ketchaku") 2. "" (海賊ゾロVS侍リューマ "Kaizoku Zoro VS Samurai Ryūma") 3. "" (海賊チョッパーVS怪人ホグバック "Kaizoku Choppā VS Kaijin Hogubakku") 4. "" (出て来い麦わらの一味!!! "Dete Koi Mugiwara no Ichimi!!!") 5. "" (オーズVS麦わらの一味 "Ōzu VS Mugiwara no Ichimi") |

| 1. "" (私の友人 "Watashi no Yūjin") 2. "" (ダウン "Daun") 3. "" (王下七武海 バーソロミュー・くま現る "Ōka Shichibukai Bāsoromyū Kuma Arawaru") 4. "" (やるしかねェ!!! "Yarushikanē!!!") 5. "" (森の海賊団 "Mori no Kaizoku-Dan") | 1. "" (ナイトメア・ルフィ "Naitomea Rufi") 2. "" (3⁄8) 3. "" (ルフィVSルフィ "Rufi VS Rufi") 4. "" (希望の戦士 "Kibō no Senshi") 5. "" (迎撃 "Geigeki") 6. "" (影の集合地 "Shadōzu Asugarudo") |

| 1. "" (朝が来る "Asa ga Kuru") 2. "" (夢の終わり "Yume no Owari") 3. "" (ぷに "Puni") 4. "" (麦わらの一味・海賊狩りのゾロ "Mugiwara no Ichimi - Kaizoku-Gari no Zoro") 5. "" ( ピアノ, "Piano") | 1. "" (あの唄 "Ano Uta") 2. "" (命の唄 "Inochi no Uta") 3. "" (８人目 "Hachininme") 4. "" (再び辿りつく "Futatabi Tadoritsuku") 5. "" (トビウオライダーズ "Tobiuo Raidāzu") |

| 1. "" (鉄仮面のデュバル "Tetsu Kamen no Dyubaru") 2. "" (知ってる "Shitteru") 3. "" (デュバルの悲劇 "Dyubaru no Higeki") 4. "" (ガオン砲 "Gaon Hō") 5. "" (ヤルキマン・マングローブ "Yarukiman Mangurōbu") 6. "" (シャボン舞う諸島の冒険 "Shabon Mau Shotō no Bōken") | 1. "" (11人の超新星 "Jūichinin no Chōshinsei") 2. "" (シャボンディパーク "Shabondi Pāku") 3. "" (歴史の残り火 "Rekishi no Nokoribi") 4. "" (うねり始める世界 "Uneri Hajimeru Sekai") 5. "" (天竜人の一件 "Tenryūbito no Ikken") |

| 1. "" (荒立つ島 "Aradatsu Shima") 2. "" (海賊前線移動中!! "Kaizoku Zensen Idōchū!!") 3. "" (クマ "Kuma") 4. "" (ロジャーとレイリー "Rojā to Reirī") 5. "" (黄猿上陸 "Kizaru Jōriku") 6. "" (修羅の島 "Shura no Shima") | 1. "" (黄猿VS4人の船長 "Kizaru VS Yonin no Senchō") 2. "" (麦わらの一味VS戦闘兵器 "Mugiwara no Ichimi VS Sentō Heiki") 3. "" (鉞かついだ戦桃丸 "Masakari Katsuida Sentōmaru") 4. "" (ゾロ、音沙汰なし "Zoro, Otosata Nashi") |

| 1. "" (救えないっ!!! "Sukuenaii!!!") 2. "" (カラダカラキノコガハエルダケ "Karadakarakinokogahaerudake") 3. "" (女ヶ島の冒険 "Nyōgashima no Bōken") 4. "" (海賊女帝ボア・ハンコック "Kaizoku Jotei Boa Hankokku") 5. "" (湯浴み "Yuami") | 1. "" (闘技台 "Tōgidai") 2. "" (王の資質 "Ō no Shishitsu") 3. "" (ゴルゴンの目 "Gorugon no Me") 4. "" (天駆ける竜の蹄 "Ama Kakeru Ryū no Hizume") 5. "" (死に至る病 "Shi ni Itaru Yamai") |

| 1. "" (地獄 "Jigoku") 2. "" (もう誰にも止められない "Mō Dare ni mo Tomerarenai") 3. "" (海底監獄インペルダウン "Kaitei Kangoku Inperu Daun") 4. "" (大監獄の冒険 "Daikangoku no Bōken") 5. "" (LV1 紅蓮地獄 "Reberu Wan Guren Jigoku") | 1. "" (海俠のジンベエ "Kaikyō no Jinbē") 2. "" (LV2 猛獣地獄 "Reberu Tsū Mōjū Jigoku") 3. "" (地獄へ地獄へ "Jigoku e Jigoku e") 4. "" (LV3 飢餓地獄 "Reberu Surī Kiga Jigoku") 5. "" (獄卒獣ミノタウロス "Gokusotsujū Minotaurosu") |

| 1. "" (LV4 焦熱地獄 "Reberu Fō Shōnetsu Jigoku") 2. "" (監獄署長マゼランVS海賊ルフィ "Kangoku Shochō Mazeran VS Kaizoku Rufi") 3. "" (ダチ "Dachi") 4. "" (LV5 極寒地獄 "Reberu Faibu Gokkan Jigoku") 5. "" (地獄に仏 "Jigoku ni Okama") | 1. "" (LV5.5番地ニューカマーランド "Reberu Go ten Go Banchi Nyūkamā Rando") 2. "" (エンポリオ・テンションホルモン "Enporio Tenshon Horumon") 3. "" (LV6 無限地獄 "Reberu Shikkusu Mugen Jigoku") 4. "" (未だかつてナッシブル "Imadakatsute Nasshiburu") |

| 1. "" (やがて語られるもう一つの事件 "Yagate Katarareru Mō Hitotsu no Jiken") 2. "" (麦わらと黒ひげ "Mugiwara to Kurohige") 3. "" (地獄の釜の蓋もあく "Jigoku no Kama no Futa mo Aku") 4. "" (陽のあたるシャバへ "Hi no Ataru Shaba e") 5. "" (魚人海賊団船長"七武海"ジンベエ "Gyojin Kaizoku-dan Senchō 'Shichibukai' Jinbē") | 1. "" (島破り "Shimayaburi") 2. "" (ありがとう "Arigatō") 3. "" (出撃の艦 "Shutsugeki no Fune") 4. "" (海軍本部 "Kaigun Honbu") 5. "" (四皇"白ひげ" "Yonkō 'Shirohige'") |

| 1. "" (エースと白ひげ "Ēsu to Shirohige") 2. "" (頂上決戦 "Chōjō Kessen") 3. "" (大将赤犬 "Taishō Akainu") 4. "" (オーズと笠 "Ōzu to Kasa") 5. "" (正義は勝つ!! "Seigi wa Katsu!!") 6. "" (ルフィと白ひげ "Rufi to Shirohige") | 1. "" (弟 "Otōto") 2. "" (天命 "Tenmei") 3. "" (インペルダウンの囚人達 "Inperu Daun no Shūjin-Tachi") 4. "" (ルフィVSミホーク "Rufi VS Mihōku") 5. "" (海賊大渦蜘蛛スクアード "Kaizoku Ōuzugumo Sukuādo") |

| 1. "" (心臓一つ 人間一人 "Shinzō Hitotsu - Ningen Hitori") 2. "" (世界を揺らす男 "Sekai o Yurasu Otoko") 3. "" (オーズの道 "Ōzu no Michi") 4. "" (猛攻 "Mōkō") 5. "" (マリンフォード海軍本部オリス広場 "Marinfōdo Kaigun Honbu Orisu Hiroba") 6. "" (勝手にしやがれ "Katte ni Shiyagare") | 1. "" (白い怪物 "Shiroi Kaibutsu") 2. "" (命の懸橋 "Inochi no Kakehashi") 3. "" (処刑台 "Shokeidai") 4. "" (The Times They Are A-Changin' —時代は変わる— "The Times They Are A-Changin' - Jidai wa Kawaru") 5. "" (この時代の名を"白ひげ"と呼ぶ "Kono Jidai no Na o 'Shirohige' to Yobu") |

| 1. "" (ポートガス・D・エース死す "Pōtogasu Dī Ēsu Shisu") 2. "" (言葉なき怒り "Kotobanaki Ikari") 3. "" (大海賊エドワード・二ューゲート, "Daikaizoku Edowādo Nyūgēto") 4. "" (畳み掛ける大事件 "Tatamikakeru Daijiken") 5. "" (新時代へ贈るもの "Shinjidai e Okurumono") 6. "" (勇気ある数秒 "Yūki Aru Sūbyō") | 1. "" (終戦 "Shūsen") 2. "" (忍び寄る未来 "Shinobiyoru Mirai") 3. "" (ルフィとエース "Rufi to Ēsu") 4. "" (不確かな物の終着駅 "Gurei Tāminaru") 5. "" (ポルシェーミの一件 "Porushēmi no Ikken") |

| 1. "Brotherly Pact" (兄弟盃 "Kyōdai Sakazuki") 2. "City of Stench" (悪臭のする町 "Akushū no suru Machi") 3. "I Will Never Run Away" (おれは、逃げない "Ore wa, Nigenai") 4. "Sabo's Ocean" (サボの海 "Sabo no Umi") 5. "Will of the Winds" (風雲の志 "Fūun no Kokorozashi") | 1. "My Little Brother" (弟よ "Otōto yo") 2. "Are You Sure About That?" (それでいいのか "Sore de Ii no ka") 3. "Cheer" (エール "Ēru") 4. "NEWS" 5. "Message" (メッセージ "Messēji") |

## Lister over hovedserie-kapitler
- One Piece-kapitel 1 til 186
- One Piece-kapitel 187 til 388
- One Piece-kapitel 595 til 806
- One Piece-kapitel 807 til 1015
- One Piece-kapitel 1016 til nu

## References
1. ↑  "One Piece/1" (japansk). Shueisha. Arkiveret fra originalen 12. marts 2009. Hentet 22. marts 2009.
2. ↑  "One Piece/41" (japansk). Shueisha. Arkiveret fra originalen 17. december 2008. Hentet 28. marts 2009.
3. ↑  "One Piece/42" (japansk). Shueisha. Arkiveret fra originalen 22. april 2009. Hentet 28. marts 2009.
4. ↑  "One Piece/43" (japansk). Shueisha. Arkiveret fra originalen 1. maj 2009. Hentet 28. marts 2009.
5. ↑  "One Piece/44" (japansk). Shueisha. Arkiveret fra originalen 1. maj 2009. Hentet 28. marts 2009.
6. ↑  "One Piece/45" (japansk). Shueisha. Arkiveret fra originalen 1. maj 2009. Hentet 28. marts 2009.
7. ↑  "One Piece/46" (japansk). Shueisha. Arkiveret fra originalen 9. marts 2009. Hentet 28. marts 2009.
8. ↑  "One Piece/47" (japansk). Shueisha. Arkiveret fra originalen 1. maj 2009. Hentet 28. marts 2009.
9. ↑  "One Piece/48" (japansk). Shueisha. Arkiveret fra originalen 22. april 2009. Hentet 28. marts 2009.
10. ↑  "One Piece/49" (japansk). Shueisha. Arkiveret fra originalen 16. februar 2009. Hentet 28. marts 2009.
11. ↑  "One Piece/50" (japansk). Shueisha. Arkiveret fra originalen 15. marts 2009. Hentet 28. marts 2009.
12. ↑  "One Piece/51" (japansk). Shueisha. Arkiveret fra originalen 3. marts 2009. Hentet 28. marts 2009.
13. ↑  "One Piece/52" (japansk). Shueisha. Arkiveret fra originalen 9. marts 2009. Hentet 28. marts 2009.
14. ↑  "One Piece/53" (japansk). Shueisha. Arkiveret fra originalen 16. marts 2009. Hentet 28. marts 2009.
15. ↑  "One Piece/54" (japansk). Shueisha. Arkiveret fra originalen 7. september 2009. Hentet 30. maj 2009.
16. ↑  "One Piece DK/55". Saxo. Arkiveret fra originalen 27. november 2024. Hentet 29. oktober 2024.
17. ↑  "One Piece/55" (japansk). Shueisha. Arkiveret fra originalen 2. oktober 2009. Hentet 27. august 2009.
18. ↑  "One Piece DK/55". Saxo. Arkiveret fra originalen 26. november 2024. Hentet 29. oktober 2024.
19. ↑  "One Piece/56" (japansk). Shueisha. Arkiveret fra originalen 21. juli 2010. Hentet 26. november 2009.
20. ↑  "One Piece/57" (japansk). Shueisha. Arkiveret fra originalen 21. juli 2010. Hentet 28. februar 2010.
21. ↑  "One Piece/58" (japansk). Shueisha. Arkiveret fra originalen 21. juli 2010. Hentet 30. maj 2010.
22. ↑  "One Piece DK/58". Saxo. Hentet 29. oktober 2024.{{cite web}}:  CS1-vedligeholdelse: url-status (link) (Webside ikke længere tilgængelig)
23. ↑  "One Piece/59" (japansk). Shueisha. Arkiveret fra originalen 5. oktober 2012. Hentet 17. juli 2010.
24. ↑  "One Piece DK/59". Saxo. Arkiveret fra originalen 19. januar 2025. Hentet 29. oktober 2024.
25. ↑  "One Piece/60" (japansk). Shueisha. Arkiveret fra originalen 7. oktober 2012. Hentet 16. oktober 2010.